# Imogen Seger
Imogen Seger (* 25. Dezember 1915 in Frankfurt am Main; † 7. März 1995) war eine deutschamerikanische Soziologin und Journalistin. Während des Zweiten Weltkriegs war sie Redakteurin bei einer deutschen Besatzungszeitung; im Anschluss arbeitete sie beim Institut für Demoskopie Allensbach sowie freiberuflich für verschiedene Medien. In den 1950er Jahren ging sie für ein Studium der  Soziologie in die Vereinigten Staaten und blieb dort 15 Jahre. Nach ihrer Rückkehr arbeitete sie als Autorin und Journalistin; eine von ihr verfasste populärwissenschaftliche Einführung in ihr Fachgebiet wurde ein großer Erfolg.

## Leben
Segers Eltern waren der Redakteur Fritz Seger und die Pianistin Marianne Heinemann. Über ihr frühes Leben ist nichts überliefert, außer dass sie und Elisabeth Noelle sich, wie letztere in ihrer privaten Korrespondenz schrieb und was durch spätere Äußerungen beider gestützt wird, während des Frauenarbeitsdienstes 1935 miteinander anfreundeten, ein Verhältnis, das zeitlebens bestehen blieb. Im Mai 1941 ging sie zum Besatzungsorgan Brüsseler Zeitung, für das sie bis zu dessen Einstellung im Jahr 1944 hauptsächlich für Kulturnachrichten aus Brüssel, Antwerpen und Gent zuständig war und gelegentlich für den Lokalteil schrieb.
Nach dem Krieg veröffentlichte Seger in der kulturpolitischen Zeitschrift Der Ruf und war für den Bayerischen Rundfunk sowie eine Zeit lang an Noelle-Neumanns Institut für Demoskopie Allensbach tätig, für letzteres auch später nebenberuflich. Sie gehörte zudem zu den ersten Mitarbeitern des Spiegels.
1953 ging Seger in die Vereinigten Staaten, um dort ein Studium der Soziologie an der New Yorker Columbia University aufzunehmen. Ihrer Abschlussarbeit  Durkheim and his Critics on the Sociology of Religion von 1957 folgte 1963 ihre Dissertation Responsibility for the community. A new norm confronts tradition in Lutheran city churches, mit der sie bei Robert K. Merton promovierte und eine empirische Untersuchung zu großstädtischen Kirchgemeinden vorlegte. Seger lernte an der Universität Paul Felix Lazarsfeld kennen, den Mitautor der Studie Die Arbeitslosen von Marienthal, und stellte den Kontakt zu Noelle-Neumann und deren Ehemann Erich Peter Neumann her, als diese die Studie neu herauszugeben planten. Während dieser Zeit war sie mit dem aus England stammenden Historiker Rushton Coulborn (1901–1968) verheiratet und trug seitdem den Doppelnamen Seger-Coulborn, veröffentlichte ihre späteren Werke aber unter ihrem Geburtsnamen.
Vermutlich nach Coulborns Tod kehrte Seger nach 15 Jahren in den Vereinigten Staaten nach Deutschland zurück und lebte fortan in Mainz. Neben ihrer Tätigkeit als Buchautorin arbeitete Seger weiterhin als Journalistin und setzte sich in verschiedenen Texten für die Gleichberechtigung der Frau ein.

## Wirken als Autorin
Segers Einführung in die Soziologie Knaurs Buch der modernen Soziologie, für die ihr Doktorvater Robert Merton ein Geleitwort schrieb und die durch Klaus Bürgle illustriert wurde, stellte den ersten Versuch in der Bundesrepublik dar, ein breites Publikum mit dieser Wissenschaft vertraut zu machen. Sie wurde in fünf Sprachen übersetzt und verkaufte sich nach Angaben des Verlags mehr als 100.000 Mal. Inhaltlich gab es in Rezensionen deutliche Kritik, doch wurde auch betont, dass es jemanden außerhalb des deutschen akademischen Rahmens bedurft habe, die Soziologie mit einem solchen Werk der Gesellschaft allgemeinverständlich nahezubringen.
Die unter dem Titel Wenn die Geister wiederkehren erschienene Deutung religiösen Bewusstseins in „primitiven“ Kulturen wurde durch die Studien von Segers verstorbenem Ehemann inspiriert. Seger schrieb auch ein Nachwort zur deutschen Übersetzung von Margaret Meads Male and Female, in dessen erstem Teil Mead die Ergebnisse der Geschlechterforschung in als unterentwickelt angesehenen Kulturen zusammengefasst hatte.

## Schriften
- Responsibility for the community. A new norm confronts tradition in Lutheran city churches. The Bedminster Press, Totowa (New Jersey) 1963. Dissertation 1963
- Knaurs Buch der modernen Soziologie. Droemer/Knaur, München/Zürich 1970 (übersetzt ins Englische, Spanische, Italienische, Niederländische und Griechische)
- Soziologie für Sozialpädagogen und Sozialarbeiter. Bardtenschlager, München 1974. ISBN 3-7623-0025-9 (zweite Auflage unter dem Titel Soziologie und soziale Praxis)
- Wenn die Geister wiederkehren. Weltdeutung und religiöses Bewußtsein in primitiven Kulturen. Pieper, München/Zürich 1982, ISBN 3-492-02624-9 (später auch als Lizenzausgabe des Ullstein-Verlags)